# Sentier de grande randonnée 571
Le sentier de grande randonnée 571 (GR 571 ou Vallées des Légendes, Amblève - Salm - Lienne) est un parcours pédestre de 186,3 km belge.
Il résulte de la fusion des GR 571 ou GRA, Vallée de l'Amblève, GR 572 ou GRS, Vallée de la Salm et GR 578, Vallée de la Lienne. La fin du sentier a été modifiée lors de la réédition du topo-guide en février 2019.

## Parcours
Le GR 571 traverse les localités ou hameaux de Pont-de-Sçay (Comblain-au-Pont), Oneux, Martinrive, Aywaille, Remouchamps, les Fonds de Quareux, Ville-au-Bois, Stoumont, Cheneux, Coo, Trois-Ponts, Aisomont, Grand-Halleux, Rencheux, Salmchâteau, Cierreux, Gouvy, Hébronval, Verleumont, Lierneux, Hierlot, Bra, Trou de Bra, Neucy, Chevron, Chession, Lorcé, Ernonheid, Xhoris, Hoyemont et Comblain-au-Pont.
Ce circuit est composé d'une boucle partant de Pont-de-Sçay. Si les premiers et les derniers kilomètres se situent en Condroz liégeois, le reste du parcours arpente les Ardennes liégeoises et luxembourgeoises.
Cet itinéraire est très exigeant. En effet, les sorties des trois vallées encaissées de l'Amblève de la Salm et de la Lienne sont fréquentes et souvent très rudes.

### Vallée de l'Amblève

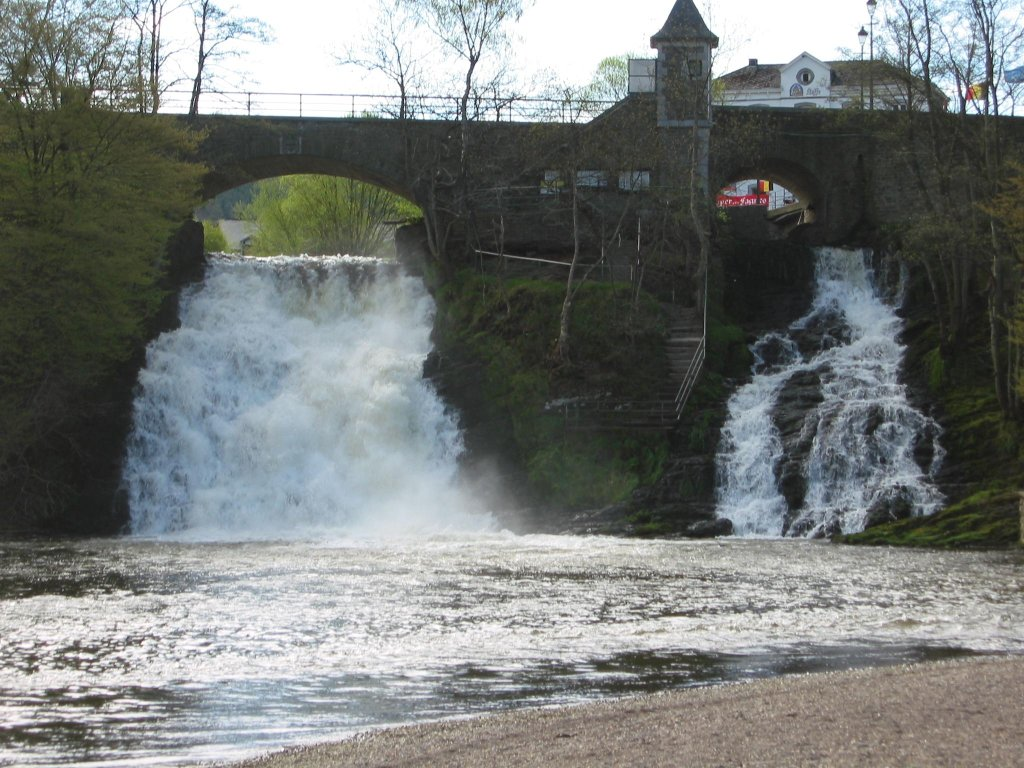
La cascade de Coo

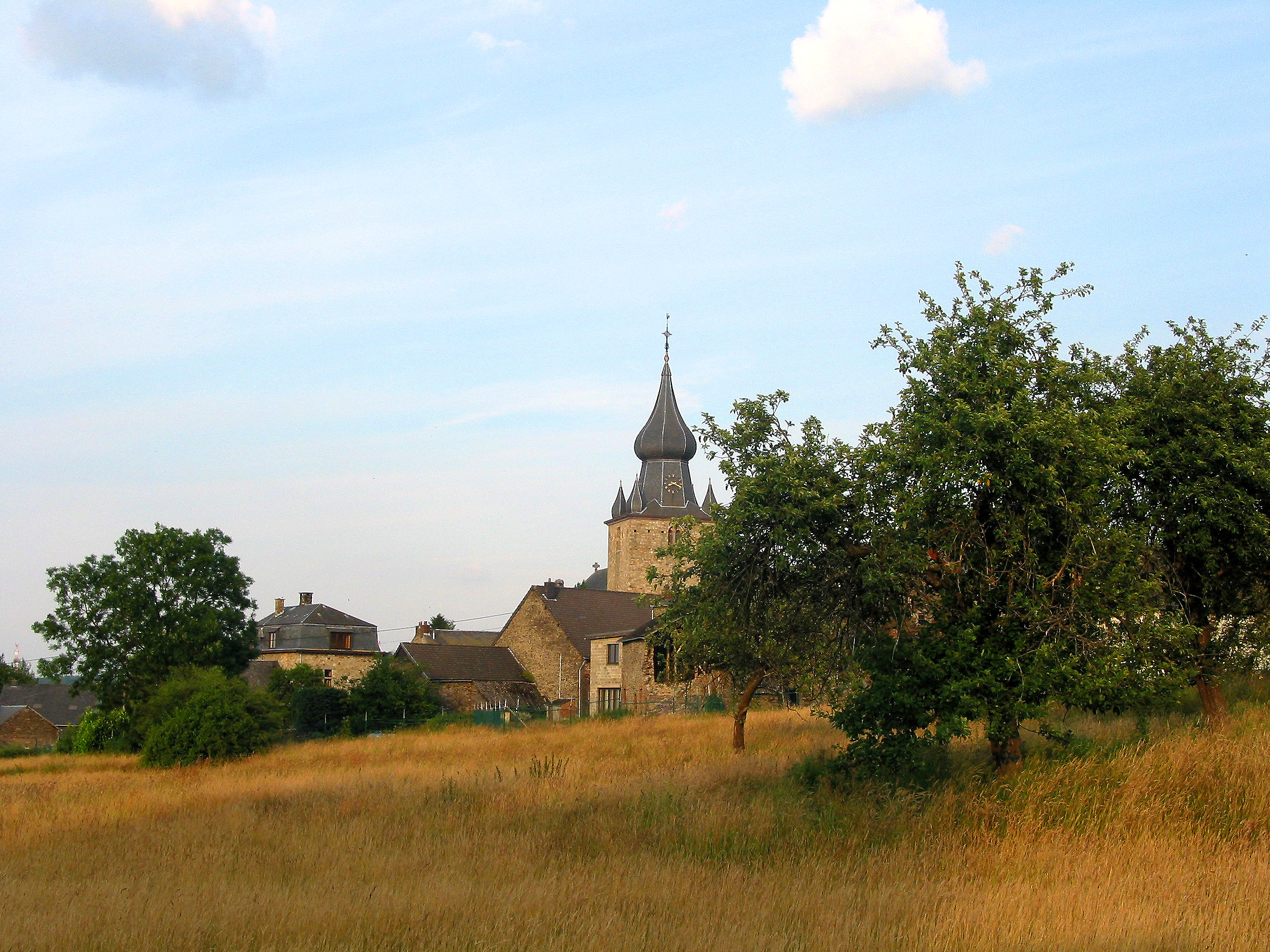
L'église de Lierneux

Le GR 571 part du Pont-de-Sçay près du confluent de l'Ourthe et de l'Amblève, monte à l'assaut du versant sud de l'Amblève, traverse Oneux et Hoyemont, retrouve la vallée et franchit la rivière à Martinrive, poursuit son trajet en rive nord et droite de l'Amblève en passant par Aywaille, la Heid des Gattes, Remouchamps et Sedoz jusqu'à la fin des Fonds de Quareux, remonte le ruisseau du Chefna, redescend vers l'Amblève qu'il franchit à Cheneux (Stoumont).
Le sentier remonte sur Brume puis plonge vers la cascade de Coo avant de rejoindre Trois-Ponts.

### Vallée de la Salm
Le sentier balisé quitte la vallée de l'Amblève et s'élance sur les pentes de la rive droite de la Salm. Le parcours change plusieurs fois de rive jusqu'à Salmchâteau où il s'oriente vers le sud-est en direction du plateau ardennais et de Gouvy.

### Vallée de la Lienne
À Gouvy, le GR 571 change de direction en se dirigeant vers le nord-ouest et, par les forêts d'Ardenne, rejoint la haute vallée de la Lienne à Hébronval.
Après Lierneux, le GR franchit plusieurs fois la Lienne pour aboutir finalement en rive droite au Pont de Targnon où la rivière se jette dans l'Amblève.

### Ourthe-Amblève
La suite du parcours reste en rive gauche de l'Amblève tout en s'élevant vers Lorcé. Ensuite le GR passe au-dessus de l'autoroute E25, se dirige vers Ernonheid et La Rouge-Minière. Le parcours traverse Xhoris et Hoyemont avant de rejoindre la rive gauche de l'Ourthe à Comblain-au-Pont et Pont-de-Sçay.